# Radio Observatorio de Maipú
El Radio Observatorio de Maipú es un centro de investigación de ondas de radio situado en la comuna de Maipú, perteneciente a la Región Metropolitana de Santiago. Fue fundado en 1959 por Federico Rutllant Alsina, director de ese entonces del Observatorio Astronómico Nacional, quien estableció comunicaciones con los astronautas americanos de AURA (Association of Universities for Research in Astronomy) con el fin de impulsar el estudio e investigación de la astronomía en Chile. A su vez, es el primer observatorio de su tipo en realizar investigaciones en Latinoamérica. Dejó de funcionar en el año 2000.

## Historia
A finales de la década de 1920 y mediante un decreto gubernamental, la responsabilidad del desarrollo de la investigación astronómica en el país recae en la Universidad de Chile. Con esto, se efectúa que el Observatorio Astronómico Nacional dependa directamente de la Facultad de Ciencias Físicas y Matemáticas de dicha universidad. Luego, en el año 1950 es designado como director del Observatorio Astronómico Nacional de Chile el profesor Federico Rutllant Alsina (1904-1971) y bajo su cargo se impulsa con mucho énfasis el desarrollo de la investigación astronómica en Chile. 
Mediante su gestión, se logró establecer comunicación con los astronautas estadounidenses de AURA, logrando así su apoyo para crear distintas instalaciones y poder desarrollar ideas en cuanto a la investigación astronómica, entre estas, una de las más importantes fue impulsar la idea de construir un observatorio astronómico en el norte de Chile, el cual fue construido en el año 1963 en el cerro Tololo. Además de esto, la construcción del Radio Observatorio de Maipú y otros importantes proyectos.
De esta forma, el Radio Observatorio de Maipú fue una instancia desarrollada en conjunto y por primera vez, con una institución extranjera y de renombre como la Carnegie Institution de Washington, cuyo desarrollo queda plasmado en el texto La Transformación en un Observatorio Moderno (1923 – 1965) del OAN:

Rutllant estaba ansioso de que la Universidad entrara en el terreno de la radioastronomía y para ello consiguió el apoyo de Merle
A. Tuve, Director del Departamento de Magnetismo Terrestre (DTM) de la Carnegie Institution de Washington. Las medidas para ubicar un lugar fueron realizadas en 1959 por Héctor Alvarez, entonces estudiante en la Universidad, que construyó el primer equipo consistente en un interférometro para observar el sol en 175 MHz. John W. Firor y Bernard F. Burke que integraban el personal del DTM, prestaron una valiosa ayuda para iniciar esa tarea.

## Federico Rutllant Alsina
Desde la mitad del siglo XX, Federico Rutllant Alsina además de llevar adelante la creación del Radio Observatorio de Maipú, también fue una figura relevante para la creación de proyectos que vieron la luz en años posteriores a su gestión como director del OAN (1950-1964). Entre las obras e iniciativas se encuentra:
- Bajo su dirección el Observatorio Astronómico Nacional se trasladó desde San Bernardo al Cerro Calán (donde se ubica hasta el día de hoy), ya que no sólo estaba expuesto a la iluminación debido al tráfico intenso, sino que además los intereses del observatorio y los de la vecina Escuela de Aviación de la Fuerza Aérea eran incompatibles.[2]
- Debido a sus diferentes gestiones con importantes astrónomos de EE.UU, logró concretar su idea de establecer un observatorio en el norte de Chile llamado Observatorio Interamericano de Cerro Tololo.[2]
- Se creó la Estación Astronómica de Cerro El Roble que cuenta con un astrógrafo Maksutov, idéntico al más grande del mundo.[2]
- Instalación en el norte de Chile del Observatorio Europeo Austral en Cerro La Silla.[2]
- Promovió la colaboración científica con diversas instituciones extranjeras, como por ejemplo, la Academia de Ciencias de la URSS, la Carnegie Institution de Washington, entre varias otras universidades norteamericanas.[2]

|                                        |
| Vista del Observatorio en Cerro Tololo |

|                                        |
| Estación Astronómica de Cerro El Roble |

|                                 |
| Domos del Observatorio La Silla |

|                                                     |
| Observatorio Astronómico Nacional en el Cerro Calán |